# Fluvione
II Fluvione è un torrente delle Marche lungo 24 km, affluente in sinistra idrografica del Tronto.

## Percorso

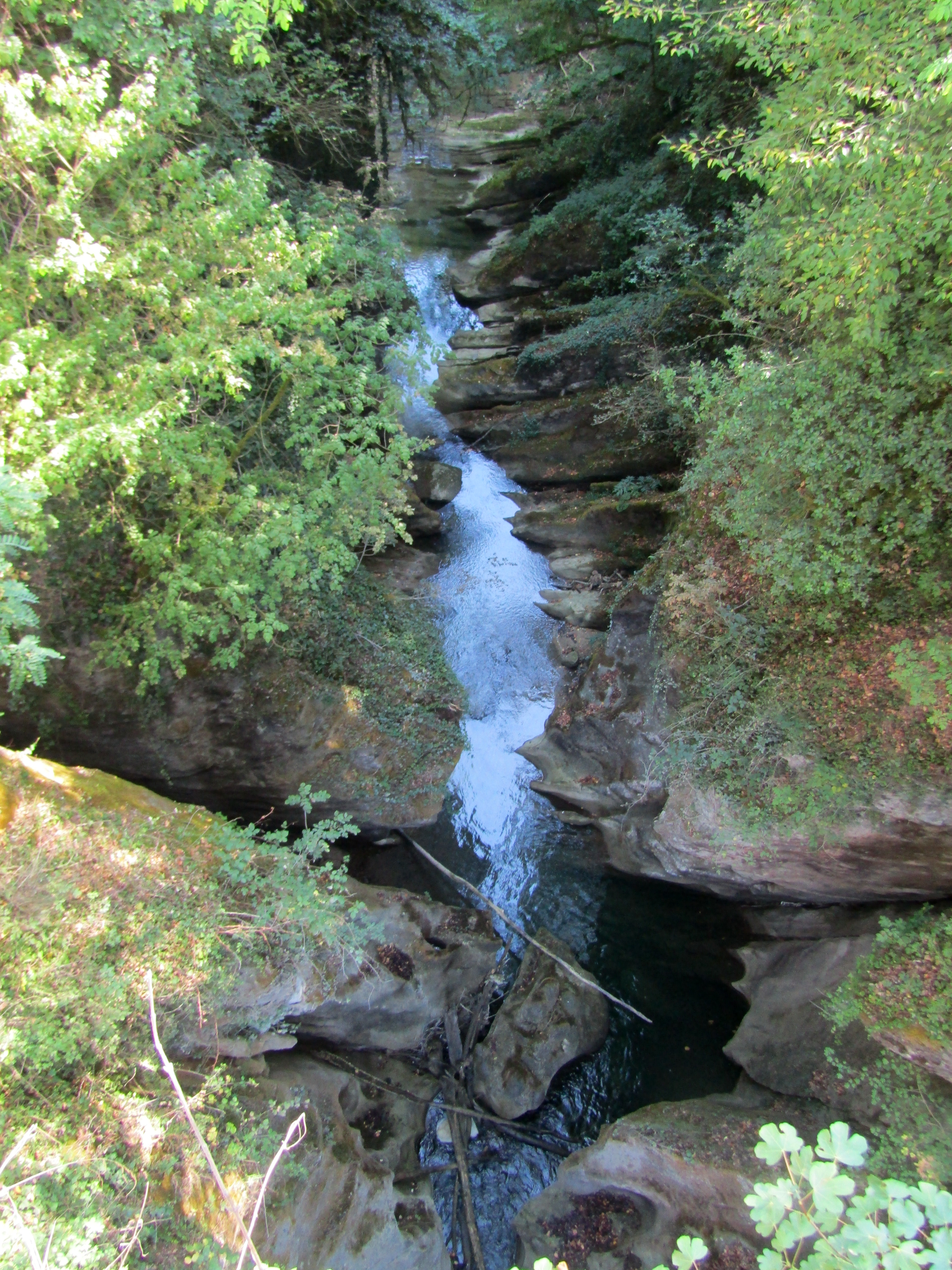
La gola del torrente a valle del Mulino Pignoloni

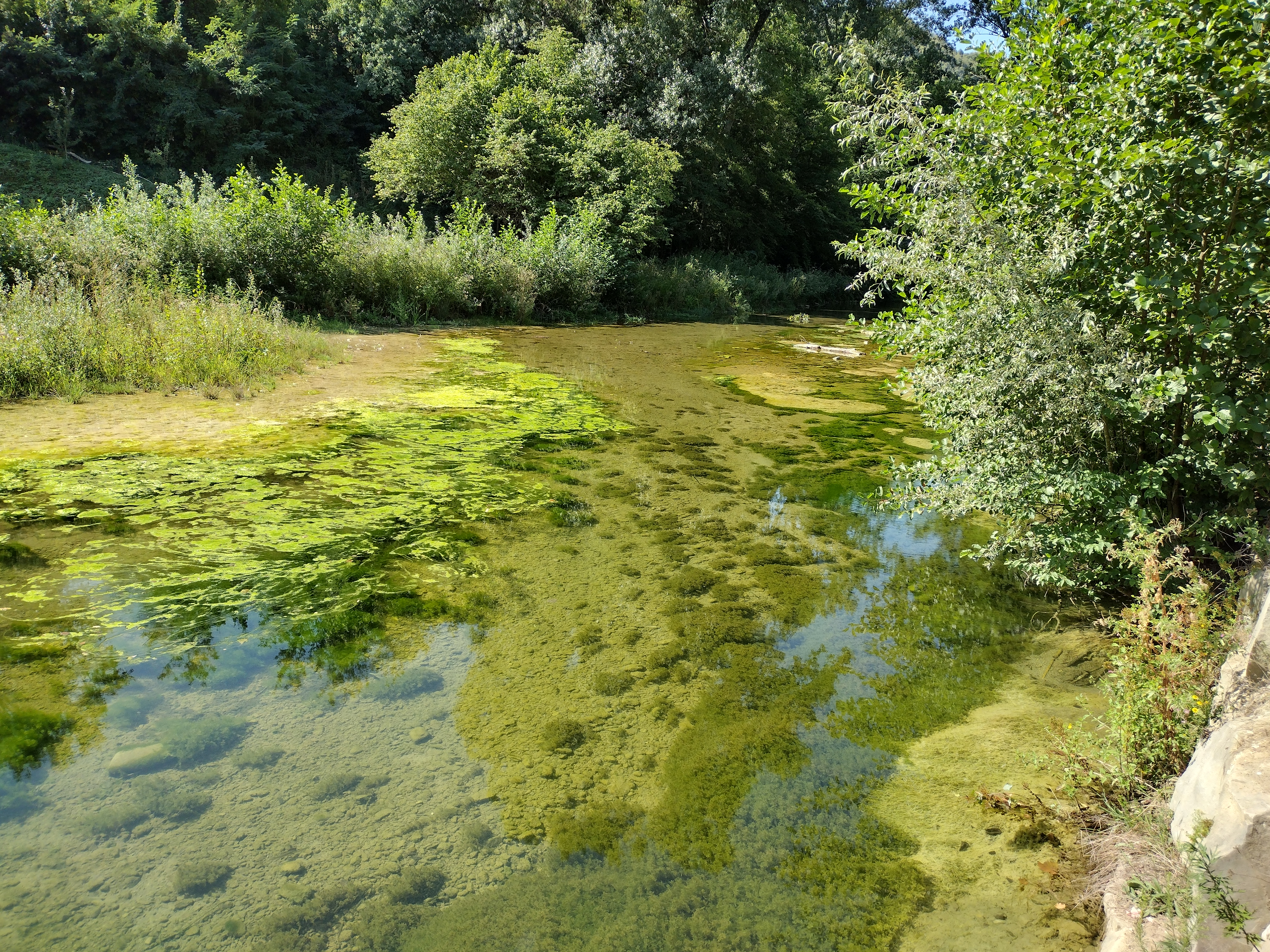
una zona pianeggiante del corso del torrente

Il torrente si forma in comune di Montegallo dall'unione di alcuni rami sorgentizi (fosso di Colleluce, fosso di Casale, fosso dell'Orinale) che raccolgono le acque del versante adriatico dei Monti Sibillini nella zona compresa tra il Monte Vettore e il Monte Torrone. Scorrendo in generale da ovest verso est il corso d'acqua percorre l'omonima Val Fluvione; presso Uscerno il letto del torrente si approfondisce fino a creare un vero e proprio canyon. Il torrente, uscito dal comune di Montegallo, entra poi nel territorio di Roccafluvione, dove il suo corso devia decisamente verso sud e viene affiancato dalla ex-ss 78 Picena. Dopo aver attraversato Marsia, il capoluogo di Roccafluvione, il torrente riceve da destra il suo principale affluente, il torrente Noscia, e raggiunto infine il territorio comunale di Ascoli Piceno va a confluire nel Tronto in località Taverna Piccinini.

## Principali affluenti
I principali affluenti del Fluvione sono :
- in destra idrografica:
  - fosso Abbusso,
  - fosso di Vetoli,
  - torrente Noscia,
  - fosso Grande,
  - fosso d'Aru;
- in sinistra idrografica:
  - fosso Servilia,
  - fosso Rovinoso,
  - fosso Granaro,
  - fosso Castellano.

## Storia

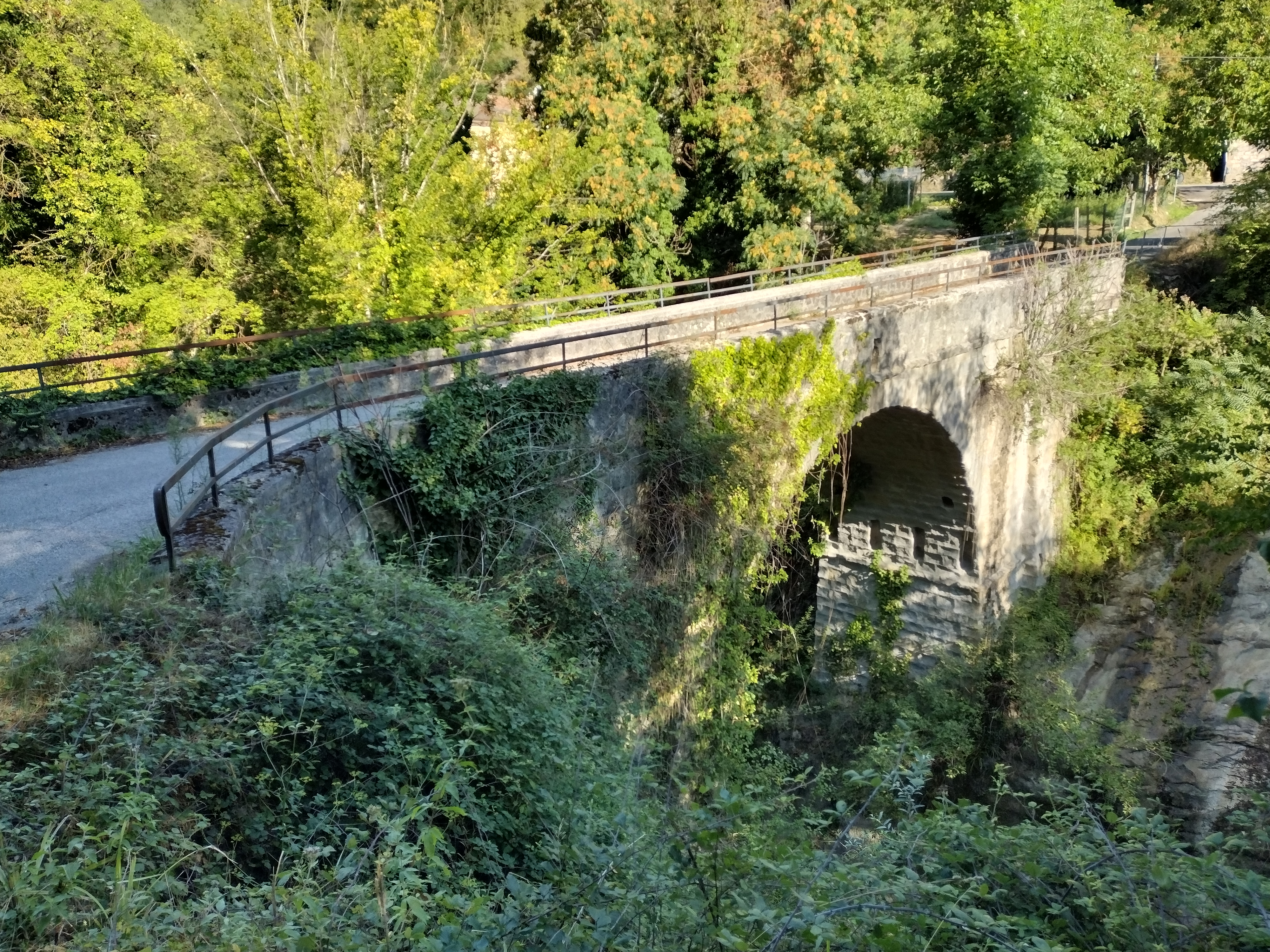
Lo storico Ponte Paoletti, poco a valle di Uscerno

Lungo il torrente si trovavano vari mulini, alcuni di origine molto antica . Uno tra questi, nei pressi di Marsia, viene tuttora utilizzato per la produzione di energia elettrica.

## Cartografia
- Cartografia ufficiale italiana in scala 1:25.000 e 1:100.000, Istituto Geografico Militare.